# Chase Vacnin

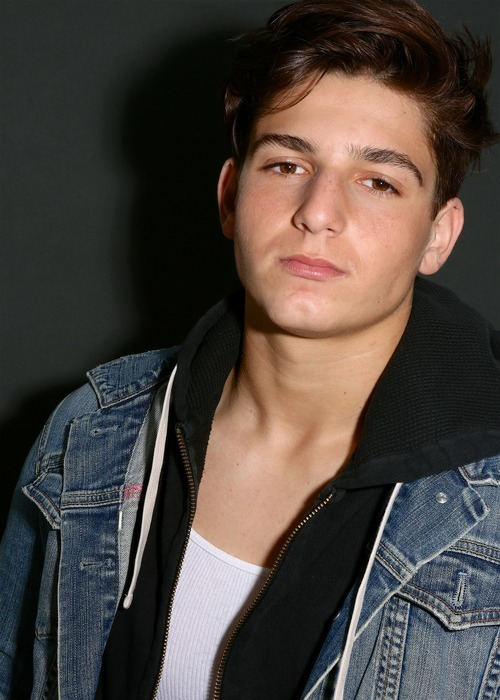
Chase Vacnin

Chase Vacnin (* 11. Februar 2002 in New York) ist ein US-amerikanischer Filmschauspieler.

## Leben
Chase Vacnin wurde 2002 in New York geboren.
In der seit März 2021 ausgestrahlten Fernsehserie Drama Club von Nickelodeon spielt er in der Hauptrolle Bench Logan. In This Is the Night erhielt Vacnin seine erste Filmrolle und spielt Albie Lenza. In The Many Saints of Newark ist er in der Rolle des jugendlichen Jackie Aprile zu sehen.

## Filmografie
- 2013: Die kleinen Superstrolche retten den Tag
- 2021: Drama Club (Fernsehserie, 10 Folgen)
- 2021: This Is the Night
- 2021: The Many Saints of Newark